# Cantó de Montluçon Sud
El cantó de Montluçon Sud és una antiga divisió administrativa francesa del departament de l'Alier, situat al districte de Montluçon. Té 5 municipis i part del de Montluçon. Va desaparèixer el 2015.

## Municipis
- Lavault-Sainte-Anne
- Lignerolles
- Montluçon
- Néris-les-Bains
- Teillet-Argenty

## Història
| Data d'elecció                           | Identitat         | Partit                  | Qualitat |
| ---------------------------------------- | ----------------- | ----------------------- | -------- |
| 1970-1976                                | Guy Talbourdeau   | Socialista independent  |          |
| 1976-1982                                | Jacky Flouzat     | PCF, després ecologista |          |
| 1982-2004                                | Jean Gravier      | UDF                     |          |
| 2004-2008                                | Mireille Schurch  | PCF                     |          |
| 2008-2015                                | Bernadette Vergne | UMP                     |          |
| les dades anteriors no són pas conegudes |                   |                         |          |
|                                          |                   |                         |          |

## Demografia
| 1962 | 1968 | 1975 | 1982 | 1990   | 1999   | 2007   |
| ---- | ---- | ---- | ---- | ------ | ------ | ------ |
| -    | -    | -    | -    | 16.828 | 16.359 | 16.292 |